# Jonas Høgh-Christensen
Jonas Høgh-Christensen, född den 21 maj 1981 i Köpenhamn, är en dansk seglare.
Han tog OS-silver i finnjolle i samband med de olympiska seglingstävlingarna 2012 i London.